# Lillian Gish in a Liberty Loan Appeal
Lillian Gish in a Liberty Loan Appeal és una pel·lícula muda de propaganda dirigida per D. W. Griffith i protagonitzada per Lillian Gish. Es va filmar durant l'estiu del 1918 com a promoció dels bons de guerra de l'exercit nord-americà apareguts l'any 1918 (Liberty bond). Estrenada a principis de tardor de 1918,(REF1) es considera una pel·lícula perduda.

## Argument
Lillian vol anar a comprar roba però la seva mare pensa que fora millor i més patriòtic fer servir aquests diners per a comprar bons de guerra per finançar l'exercit nord-americà durant la Primera Guerra Mundial (Liberty bonds). Durant la nit Lillian somia que els alemanys assalten casa seva assassinant el seu germà i enduent-se la seva mare i la seva germana. Dos oficials entren a la seva habitació i ella es defensa desesperadament, moment en què es desperta i s'aixeca disposada a anar a comprar els bons.

## Repartiment
- Lillian Gish (Lillian)
- Kate Bruce (mare)
- Carol Dempster (germana)
- George Fawcett (pare)